# ستيفان إيليك
ستيفان إيليك (بالصربية: Стефан Илић)‏ هو لاعب كرة قدم صربي، ولد في 7 أبريل 1995 في كراغوييفاتس في صربيا. شارك مع منتخب صربيا تحت 19 سنة لكرة القدم ومنتخب صربيا تحت 20 سنة لكرة القدم. أما مع النوادي، فقد لعب مع سبارتاك سوبتيتسا.

## وصلات خارجية
- ستيفان إيليك على موقع الاتحاد الدولي (مؤرشف)  (الإنجليزية)
- ستيفان إيليك على موقع الاتحاد الأوربي (الإنجليزية)
- ستيفان إيليك على موقع قاعدة بيانات كرة القدم.إي يو (الإنجليزية)
- ستيفان إيليك على موقع Soccerway.com (الإنجليزية)
- ستيفان إيليك على موقع عالم كرة القدم.نت (الإنجليزية)